# Gloria Victoria
Pour plus de détails, voir Fiche technique et Distribution.
Gloria Victoria est un court métrage d'animation québécois réalisé par Théodore Ushev, sorti en 2013.
Il remporte le prix Fipresci lors du festival d'Annecy 2013, le Prix du meilleur film d'animation du Festival de court-métrage de Villa Da Conde, Portugal, et le Grand Prix à Fantoche (Baden, en Suisse).

## Fiche technique
- Titre : Gloria Victoria
- Réalisation : Théodore Ushev
- Scénario : Théodore Ushev
- Musique : Dmitri Chostakovitch
- Producteur : Marc Bertrand
- Production et distribution : Office national du film du Canada
- Pays d'origine :  Canada
- Durée : 7 minutes
- Date de sortie : 
  -  Canada : 2013
  -  France : 10 juin 2013

## Récompenses et distinctions
Lors de l'édition 2013 du festival international du film d'animation d'Annecy, le film reçoit le prix Fipresci. Il a été aussi nommé pour meilleur court métrage d'animation à la 41e cérémonie des Annie Awards.